# Otávio Dutra
Otávio Dutra (Fortaleza, 22 novembre 1983) è un calciatore brasiliano naturalizzato indonesiano, difensore del Persibo Bojonegoro.

## Carriera

### Club
Ha giocato nella prima divisione polacca ed in quella indonesiana.

### Nazionale
Nel 2019 ha esordito con la nazionale indonesiana.

## Statistiche

### Cronologia presenze e reti in nazionale
| Cronologia completa delle presenze e delle reti in nazionale ― Indonesia | Cronologia completa delle presenze e delle reti in nazionale ― Indonesia | Cronologia completa delle presenze e delle reti in nazionale ― Indonesia | Cronologia completa delle presenze e delle reti in nazionale ― Indonesia | Cronologia completa delle presenze e delle reti in nazionale ― Indonesia | Cronologia completa delle presenze e delle reti in nazionale ― Indonesia | Cronologia completa delle presenze e delle reti in nazionale ― Indonesia | Cronologia completa delle presenze e delle reti in nazionale ― Indonesia |
| Data                                                                     | Città                                                                    | In casa                                                                  | Risultato                                                                | Ospiti                                                                   | Competizione                                                             | Reti                                                                     | Note                                                                     |
| ------------------------------------------------------------------------ | ------------------------------------------------------------------------ | ------------------------------------------------------------------------ | ------------------------------------------------------------------------ | ------------------------------------------------------------------------ | ------------------------------------------------------------------------ | ------------------------------------------------------------------------ | ------------------------------------------------------------------------ |
| 15-10-2019                                                               | Giacarta                                                                 | Indonesia                                                                | 1 – 3                                                                    | Vietnam                                                                  | Qual. Mondiali 2022                                                      | -                                                                        | 94’                                                                      |
| 19-11-2019                                                               | Kuala Lumpur                                                             | Malaysia                                                                 | 2 – 0                                                                    | Indonesia                                                                | Qual. Mondiali 2022                                                      | -                                                                        |                                                                          |
| Totale                                                                   |                                                                          | Presenze                                                                 | 2                                                                        |                                                                          | Reti                                                                     | 0                                                                        |                                                                          |

## Palmarès

### Club

#### Competizioni statali
- Campeonato Brasiliense Terceira Divisão: 1

Legião: 2006